# Chennai Open 2000 - Qualificazioni singolare
Le qualificazioni del singolare  del Chennai Open 2000 sono state un torneo di tennis preliminare per accedere alla fase finale della manifestazione. I vincitori dell'ultimo turno sono entrati di diritto nel tabellone principale. In caso di ritiro di uno o più giocatori aventi diritto a questi sono subentrati i lucky loser, ossia i giocatori che hanno perso nell'ultimo turno ma che avevano una classifica più alta rispetto agli altri partecipanti che avevano comunque perso nel turno finale.
Le qualificazioni del torneo Chennai Open 2000 prevedevano 32 partecipanti di cui 4 sono entrati nel tabellone principale.

## Teste di serie
1. Jiří Vaněk (ultimo turno)
2. Jamie Delgado (Qualificato)
3. Tuomas Ketola (ultimo turno)
4. Martin Spottl (Qualificato)

1. Yaoki Ishii (Qualificato)
2. Barry Cowan (ultimo turno)
3. Arvind Parmar (secondo turno)
4. Eyal Ran (ultimo turno)

## Qualificati
1. Andy Ram
2. Jamie Delgado

1. Yaoki Ishii
2. Martin Spottl

## Tabellone

### Legenda
| - Q = Qualificato - WC = Wild card - LL = Lucky loser | - ALT = Alternate - SE = Special Exempt - PR = Protected Ranking | - w/o = Walkover - r = Ritirato - d = Squalificato |

### Sezione 1
|  | Primo turno      | Primo turno       | Primo turno       | Primo turno | Primo turno |  |  | Secondo turno | Secondo turno | Secondo turno | Secondo turno | Secondo turno |   |   | Ultimo turno | Ultimo turno | Ultimo turno | Ultimo turno | Ultimo turno |  |
|  |                  |                   |                   |             |             |  |  |               |               |               |               |               |   |   |              |              |              |              |              |  |
|  | 1                | Jiří Vaněk        | Jiří Vaněk        | 6           | 6           |  |  |               |               |               |               |               |   |   |              |              |              |              |              |  |
|  |                  | Fazaluddin Syed   | Fazaluddin Syed   | 2           | 2           |  |  | 1             | Jiří Vaněk    | Jiří Vaněk    | 6             | 6             |   |   |              |              |              |              |              |  |
|  | Vijay Kannan     | Vijay Kannan      | Vijay Kannan      | 6           | 1           |  |  |               | Vijay Kannan  | Vijay Kannan  | 0             | 2             |   |   |              |              |              |              |              |  |
|  | Saif-ud-din Syed | Saif-ud-din Syed  | Saif-ud-din Syed  | 3           | 0r          |  |  |               |               |               |               |               |   |   | 1            | Jiří Vaněk   | Jiří Vaněk   | 4            | 4            |  |
|  | Andy Ram         | Andy Ram          | Andy Ram          | 6           | 6           |  |  |               |               |               | Andy Ram      | Andy Ram      | 6 | 6 |              |              |              |              |              |  |
|  | Mustafa Ghouse   | Mustafa Ghouse    | Mustafa Ghouse    | 2           | 2           |  |  |               | Andy Ram      | Andy Ram      | 6             | 7             |   |   |              |              |              |              |              |  |
|  | 7                | Arvind Parmar     | Arvind Parmar     | 6           | 6           |  |  | 7             | Arvind Parmar | Arvind Parmar | 1             | 5             |   |   |              |              |              |              |              |  |
|  |                  | Raj-Kumar Gopalan | Raj-Kumar Gopalan | 1           | 0           |  |  |               |               |               |               |               |   |   |              |              |              |              |              |  |

### Sezione 2
|  | Primo turno     | Primo turno        | Primo turno        | Primo turno | Primo turno |  |  | Secondo turno | Secondo turno   | Secondo turno   | Secondo turno | Secondo turno |   |   | Ultimo turno | Ultimo turno  | Ultimo turno | Ultimo turno | Ultimo turno |  |
|  |                 |                    |                    |             |             |  |  |               |                 |                 |               |               |   |   |              |               |              |              |              |  |
|  | 2               | Jamie Delgado      | Jamie Delgado      | 6           | 6           |  |  |               |                 |                 |               |               |   |   |              |               |              |              |              |  |
|  |                 | Arun Avinash       | Arun Avinash       | 2           | 2           |  |  | 2             | Jamie Delgado   | Jamie Delgado   | 6             | 6             |   |   |              |               |              |              |              |  |
|  | Srinath Prahlad | Srinath Prahlad    | Srinath Prahlad    | 6           | 6           |  |  |               | Srinath Prahlad | Srinath Prahlad | 3             | 4             |   |   |              |               |              |              |              |  |
|  | Saurav Panja    | Saurav Panja       | Saurav Panja       | 1           | 3           |  |  |               |                 |                 |               |               |   |   | 2            | Jamie Delgado | 2            | 6            | 6            |  |
|  | Kamala Kannan   | Kamala Kannan      | Kamala Kannan      | 6           | 7           |  |  |               |                 | 8               | Eyal Ran      | 6             | 2 | 1 |              |               |              |              |              |  |
|  | Vijayendra Laad | Vijayendra Laad    | Vijayendra Laad    | 4           | 5           |  |  |               | Kamala Kannan   | Kamala Kannan   | 1             | 2             |   |   |              |               |              |              |              |  |
|  | 8               | Eyal Ran           | Eyal Ran           | 6           | 6           |  |  | 8             | Eyal Ran        | Eyal Ran        | 6             | 6             |   |   |              |               |              |              |              |  |
|  |                 | Sandro Della Piana | Sandro Della Piana | 3           | 1           |  |  |               |                 |                 |               |               |   |   |              |               |              |              |              |  |

### Sezione 3
|  | Primo turno       | Primo turno       | Primo turno       | Primo turno | Primo turno |  |  | Secondo turno | Secondo turno   | Secondo turno   | Secondo turno | Secondo turno |   |   | Ultimo turno | Ultimo turno  | Ultimo turno  | Ultimo turno | Ultimo turno |  |
|  |                   |                   |                   |             |             |  |  |               |                 |                 |               |               |   |   |              |               |               |              |              |  |
|  | 3                 | Tuomas Ketola     | Tuomas Ketola     | 6           | 6           |  |  |               |                 |                 |               |               |   |   |              |               |               |              |              |  |
|  |                   | Jayant Sood       | Jayant Sood       | 0           | 0           |  |  | 3             | Tuomas Ketola   | Tuomas Ketola   | 6             | 3             |   |   |              |               |               |              |              |  |
|  | Sander Groen      | Sander Groen      | Sander Groen      | 6           | 6           |  |  |               | Sander Groen    | Sander Groen    | 3             | 0r            |   |   |              |               |               |              |              |  |
|  | Akshay-Vishal Rao | Akshay-Vishal Rao | Akshay-Vishal Rao | 2           | 1           |  |  |               |                 |                 |               |               |   |   | 3            | Tuomas Ketola | Tuomas Ketola | 3            | 1            |  |
|  | Nitten Kirrtane   | Nitten Kirrtane   | Nitten Kirrtane   | 6           | 7           |  |  |               |                 | 5               | Yaoki Ishii   | Yaoki Ishii   | 6 | 6 |              |               |               |              |              |  |
|  | Rishi Sridhar     | Rishi Sridhar     | Rishi Sridhar     | 4           | 68          |  |  |               | Nitten Kirrtane | Nitten Kirrtane | 5             | 1             |   |   |              |               |               |              |              |  |
|  | 5                 | Yaoki Ishii       | Yaoki Ishii       | 6           | 6           |  |  | 5             | Yaoki Ishii     | Yaoki Ishii     | 7             | 6             |   |   |              |               |               |              |              |  |
|  |                   | Sandeep Kirtane   | Sandeep Kirtane   | 2           | 3           |  |  |               |                 |                 |               |               |   |   |              |               |               |              |              |  |

### Sezione 4
|  | Primo turno             | Primo turno             | Primo turno             | Primo turno | Primo turno |  |  | Secondo turno | Secondo turno           | Secondo turno           | Secondo turno | Secondo turno |   |   | Ultimo turno | Ultimo turno  | Ultimo turno  | Ultimo turno | Ultimo turno |  |
|  |                         |                         |                         |             |             |  |  |               |                         |                         |               |               |   |   |              |               |               |              |              |  |
|  | 4                       | Martin Spottl           | Martin Spottl           | 6           | 6           |  |  |               |                         |                         |               |               |   |   |              |               |               |              |              |  |
|  |                         | Manoj Mahadevan         | Manoj Mahadevan         | 1           | 4           |  |  | 4             | Martin Spottl           | Martin Spottl           | 6             | 6             |   |   |              |               |               |              |              |  |
|  | Denis Golovanov         | Denis Golovanov         | Denis Golovanov         | 7           | 6           |  |  |               | Denis Golovanov         | Denis Golovanov         | 3             | 1             |   |   |              |               |               |              |              |  |
|  | Rohan Bopanna           | Rohan Bopanna           | Rohan Bopanna           | 5           | 3           |  |  |               |                         |                         |               |               |   |   | 4            | Martin Spottl | Martin Spottl | 6            | 6            |  |
|  | Kirill Ivanov-Smolensky | Kirill Ivanov-Smolensky | Kirill Ivanov-Smolensky | 6           | 7           |  |  |               |                         | 6                       | Barry Cowan   | Barry Cowan   | 3 | 4 |              |               |               |              |              |  |
|  | Justin Layne            | Justin Layne            | Justin Layne            | 0           | 5           |  |  |               | Kirill Ivanov-Smolensky | Kirill Ivanov-Smolensky | 3             | 3             |   |   |              |               |               |              |              |  |
|  | 6                       | Barry Cowan             | Barry Cowan             | 6           | 6           |  |  | 6             | Barry Cowan             | Barry Cowan             | 6             | 6             |   |   |              |               |               |              |              |  |
|  |                         | Vishal Uppal            | Vishal Uppal            | 0           | 4           |  |  |               |                         |                         |               |               |   |   |              |               |               |              |              |  |